# Maeve Brennan
Maeve Brennan (Dublino, 6 gennaio 1917 – New York, 1º novembre 1993) è stata una giornalista e scrittrice irlandese naturalizzata statunitense.

## Biografia
I genitori di Maeve Brennan, Robert e Una, erano ferventi repubblicani; il padre partecipò alla Rivolta di Pasqua 1916 contro gli inglesi e fu condannato a morte, sentenza poi commutata, Maeve nacque mentre il padre era in prigione. Durante la guerra civile irlandese che seguì la nascita dello Stato libero, Robert Brennan fu dirigente dell'IRA.
Nel 1934 il padre fu nominato primo ambasciatore irlandese negli Stati Uniti; la famiglia si trasferì a Washington dove Maeve si diplomò due anni più tardi in una scuola cattolica. Dopo dieci anni i genitori tornarono in Irlanda, ma Maeve e due sorelle rimasero in America. Lei si trasferì a abitare da sola a Manhattan, ma già l'anno precedente aveva cominciato a lavorare alla rivista Harper's Bazaar. 
Nel 1949 Maeve Brennan inizia a lavorare al periodico The New Yorker. Risale a questo periodo il servizio fotografico di Karl Bissinger che la ritrae in tutta la sua bellezza e che la renderà in un certo senso un'icona di stile; ne è testimonianza la sua rubrica di costume “The Talk of the Town”, i cui interventi furono in parte raccolti nel volume The Long-Winded Lady, dallo pseudonimo con cui firmava i testi. La leggenda vuole che Maeve Brennan sia l’ispiratrice del personaggio di Holly Golightly nel romanzo  Colazione da Tiffany  di Truman Capote. È su The New Yorker che avviene nel 1950 il suo esordio nella narrativa nel 1950 con il racconto Il sacro terrore (The Holy Terror)
Nel 1954 Maeve Brennan sposò St.Clair McKelway, uno degli editori del New Yorker, di dodici anni più vecchio di lei e dedito all'alcol. Inizia una vita da “viaggiatrice stanziale” come lei stessa la definisce; vive in alberghi e non possiede una casa propria, trasloca in continuazione portando con sé il cane Bluebell e i numerosi gatti. Negli anni settanta è ormai alcolizzata e in preda a sindromi paranoiche. Le capita spesso di dormire nei bagni della redazione. Il suo ultimo pezzo scritto sulla rivista risale al 1981, poi a causa dei frequenti attacchi di depressione passa diversi anni in cliniche per malattie mentali.
All’inizio degli anni novanta un professore inglese la trovò in un ospizio di Manhattan e avvertì la famiglia in Irlanda, ma era troppo tardi: Maeve Brennan morì poco dopo, da sola.

## Opere
- Maeve Brennan, La sposa irlandese, Trad. Chiara Gabutti, BUR, Rizzoli, 2011,  p. 154, ISBN 9788817053655., antologia di racconti
- Maeve Brennan, Racconti di New York, Trad. Ada Arduini, Rizzoli, 2010,  p. 183, ISBN 9788817040044.
- Maeve Brennan, Il principio dell’amore, Trad. Ada Arduini, Rizzoli, 2006,  p. 245, ISBN 9788817013871., antologia di sei racconti

- Maeve Brennan, La visitatrice, Trad. Ada Arduini, VII edizione BUR, Rizzoli, 2007,  p. 110, ISBN 9788817007023.